# Herbert Thomas Mandl
Herbert Thomas Mandl (18. srpna 1926, Bratislava – 22. února 2007) byl československo-německo-židovský autor, koncertní houslista, profesor hudby, filozof, vynálezce a přednášející. Je autorem početných románů, příběhů a dramat, které jsou inspirovány mimořádnými událostmi jeho života. 

## Život
Mandl se narodil v Bratislavě v jako syn českých židovských rodičů, inženýra Daniela Mandla a Hajnalky Mandl. Vzdělání získal na židovských a českých školách v Bratislavě a v Brně. Na housle začal hrát již v 6 letech.

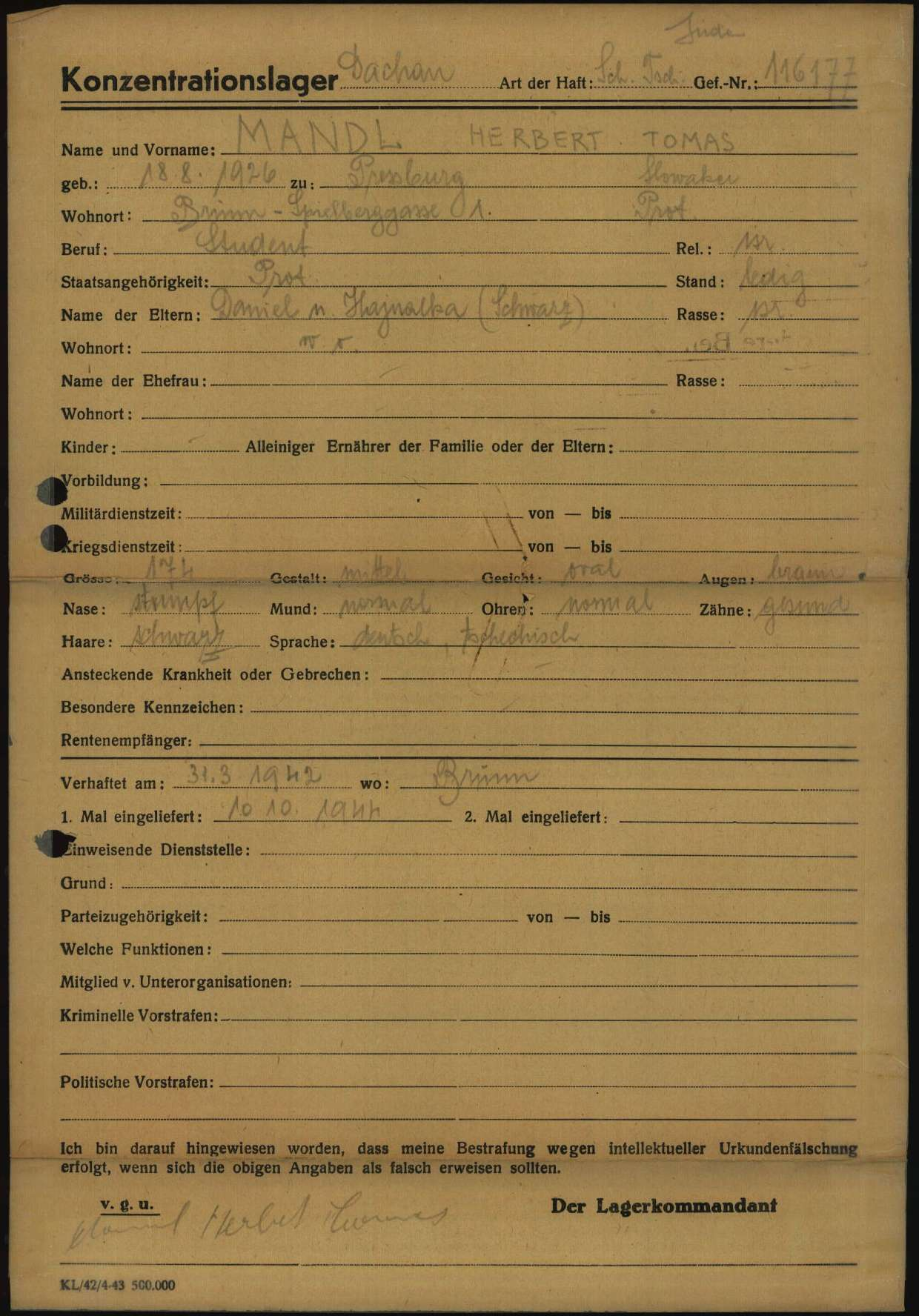
Registrační formulář Herberta Thomase Mandla jako vězně v nacistickém koncentračním táboře Dachau.

Rodina Mandlových žila v Brně, když 15. března 1939 pozůstatky Československa anektovalo nacistické Německo. Thomasu Herbertu Mandlovi bylo tehdy pouhých 13 let. V roce 1942 byl Mandl s rodiči deportován do terezínského ghetta. V roce 1944 byli Mandl a jeho otec transportováni do koncentračního tábora Osvětim, odtud do několika satelitních táborů Dachau - Kaufering, kde Mandlův otec zemřel. Na konci druhé světové války byl Mandl repatriován do Československa, kde se setkal se svou matkou.

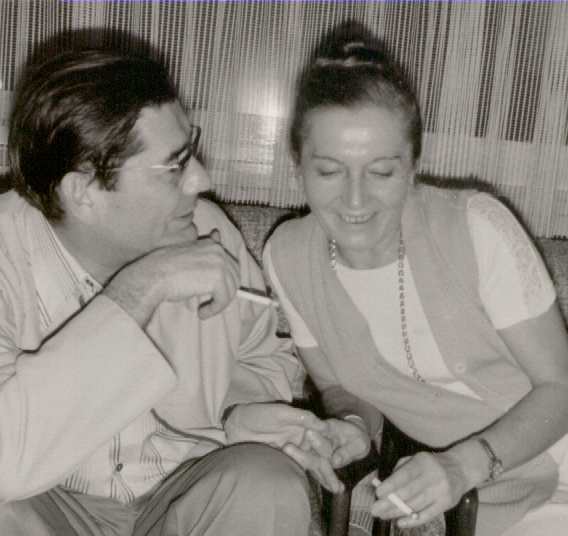
Mandl (Tommy) se svou manželkou Jaroslavou (Slavi) v roce 1978.

Mandl během svého pozdějšího vysokoškolského studia získal doktorát múzických umění (housle) na Akademii múzických umění v Praze, kde se seznámil se svou budoucí manželkou Jaroslavou („Slavi“), koncertní klavíristkou. Oba se později stali profesory hudby na Janáčkově konzervatoři v Ostravě. Během této doby manželé společně vypracovali několik plánů na útěk z tísnivých poměrů komunistického Československa na Západ. Mandlovi se nakonec podařilo v Káhiře odtrhnout od své turistické skupiny a požádat o azyl na zdejší ambasádě Spojených států. Zpočátku byl podezřelý, že je špión, a proto byl CIA vyslýchán několik měsíců. Po propuštění byl umístěn do západoněmeckého uprchlického tábora v Zirndorfu. O tomto táboře později řekl, že se v něm nacházelo tolik špionů jako skutečných uprchlíků. Po udělení statusu politického uprchlíka se Mandl přestěhoval do Kolína nad Rýnem, kde se stal soukromým tajemníkem Heinricha Bölla, nositele Nobelovy ceny za literaturu z roku 1972. Protože Mandlova manželka Slavi zůstala v Ostravě (po předchozí dohodě manželů Mandlových), Böll souhlasil, že ji pomůže uniknout na Západ. K tomuto účelu Böll najal profesionálního iluzionistu, aby postavil úkryt v jeho osobním automobilu Citroen DS-19, se kterým posléze odjel s celou rodinou do Československa, kde se setkal s Jaroslavou a propašoval ji na zpáteční cestě do Západního Německa. Tato událost je zdokumentována v Mandlově autobiografii Durst, Musik, Geheime Dienste  vydané v Německu v roce 1995 a v bavorském televizním filmu režisérky Glorie de Siano.
V pozdějších letech Mandl produkoval a upravoval kulturní vysílání, které do komunistické východní Evropy přenášela západoněmecká rozhlasová stanice Deutsche Welle sídlící v Kolíně nad Rýnem. Později Mandl svou manželkou Jaroslavou dvakrát emigroval do Spojených států amerických. V Americe vystudoval psychologii na Washingtonské univerzitě v Seattlu a později se stal dozorcem na oddělení pro kriminálně duševně nemocné v tacomské Western State Hospital. V roce 1971 se Mandlovi natrvalo vrátili do západního Německa a usadili se v Meerbusch-Büderich. Zde Mandl našel místo profesora angličtiny na římskokatolickém večerním gymnáziu (Nikolaus-Groß-Abendgymnasium) v Essenu, kde zůstal až do důchodu.
Kromě svých dalších talentů byl Mandl vynálezcem. Vyvinul a patentoval dvě velmi odlišná zařízení. Prvním z nich byl průhledný model lidské hlavy (fonetická hlava) , který obsahoval pohyblivé řečové orgány a sloužil k výuce výslovnosti cizích jazyků. Druhým byl Suggestometer, komplexní zařízení, které bylo možné použít k empirickému měření lidské sugestibility – něco, co tehdy výzkumní psychologové považovali za nemožné. Mandl byl také velmi úspěšným psychoterapeutem, který pokračoval v léčbě duševního zdraví i po odchodu do důchodu. V posledních desetiletích svého života byl Mandl velmi aktivní jako současný pamětník hudební scény v terezínském ghettu; hrál na housle v táborovém orchestru v letech 1943/44 pod taktovkami Karla Ančerla a Carla Sigmunda Taubeho .
Mandl byl neúnavným současným svědkem hrůz života za totalitních režimů a zejména holocaustu, cestoval po Evropě a Severní Americe, aby předal své poselství. Jako jeden z mála přeživších hudební scény terezínského ghetta poskytl odborné očité svědectví o tomto mimořádném jevu.

## Literární témata
Ústředním tématem Mandlova literárního díla je boj jednotlivce proti sofistikovaným nástrojům totalitního útlaku: tajným službám, izolaci, psychickému mučení, vymývání mozků, uvěznění, hladovění, vysilujícím účinkům „každodenního náporu“ za nejtěžších okolností. Stejně jako v dílech Edgara Allana Poea, Aldouse Huxleyho, Franze Kafky a George Orwella stojí Mandlovi hrdinové, vyzbrojeni pouze rozumem, osamoceně proti všem sofistikovaným mučícím uměním svých zdánlivě všemocných odpůrců. Mandl ve svých dílech podtrhuje dramatičnost tohoto nerovného boje tím, že vyprávění prokládá filozofickými úvahami napsanými jasným a smysluplným jazykem. Jeho román Die Wette des Philosophen (Filozofova sázka) živě zobrazuje nejen nejvšednější aspekty života v terezínském ghettu ale i rozsáhlé, resp. ilegální, kulturní a hudební život ghetta. O tomto tématu také pojednává Univerzita nad propastí od Eleny Makarové, Sergeje Makarova a Viktora Kupermana.

## Dílo
Próza
- Der Held und sein Geheimnis (Hrdina a jeho tajemství), povídky, Bernardus, 1991.
- Durst, Musik, Geheime Dienste (Žízeň, hudba, tajné služby), autobiografie, Boer, 1995.
- Die Wette des Philosophen, autobiografický/historický román, Boer, 1996. Česky vydáno v jako Filozofova sázka, aneb, Počátek definitivní smrti (Šimon Ryšavý, Brno, 2000).
- Auf der Insel der Phantome (Na ostrově přízraků), román, Dittrich, 2003.
- Liebe und Verderb bei Phantomen (Láska a zmar mezi přízraky), román, Wishbohn Verlag Mülheim ad Ruhr, 2005.

Eseje
- The Oracle, v "Kontinent 14", Ullstein Verlag, Frankfurt-Berlin-Wien 1980,ISBN 3-548-38010-7
- Vzpomínka na Viktora Ullmanna v „Tracks to Viktor Ullmann“ včetně esejů napsaných Dževadem Karahasanem, Jean-Jacquesem Van Vlasselaerem, Ingo Schultzem a Herbertem Gantschacherem, editoval ARBOS – Company for Music and Theatre, Selene-Edition Vienna 1998
- Productive Defiance- Culture and the Holocaust, přednáška v United States Holocaust Memorial Museum jako prolog k představení opery Viktora Ullmanna "The Emperor of Atlantis" v podání ARBOS - Company for Music and Theatre, Washington DC, listopad 1998
- Theresienstadt / Terezín - Význam - Historie - Psychologie, Schwerin 2002
- A Memory of Elias Canetti, vydalo ACCUS-Theatre, St. Pölten 2003
- Masové vraždění a kultura – odbojář Johann Sebastian Bach, Berlín 2005

Audio-CD
- Die Reise ins Zentrum der Wirklichkeit (Výlet do centra reality), vydal ARBOS - Společnost pro hudbu a divadlo, TW 972172, Tonstudio Weikert, Glanhofen 1997

Film
- Spuren nach Theresienstadt/ Trasy do Terezína . Rozhovor a režie: Herbert Gantschacher; kamera: Robert Schabus; grafika: Erich Heyduck / DVD v němčině a angličtině; ARBOS, Wien-Salzburg-Klagenfurt, 2007.
- Unbekannter Böll /Der Nobelpreisträger als mutiger Fluchthelfer (Neznámý Böll/Odvážná spolupráce laureáta Nobelovy ceny na útěku). Film Gloria de Siano. 3sat Kulturjournal 14. ledna 2004

Divadlo
- Die Reise ins Zentrum der Wirklichkeit (Cesta do centra reality), uvedeno v Halleinu a Klagenfurtu; premiéra sponzorovaná ARBOS – Společnost pro hudbu a divadlo, 1997.
- Der dreifache Traum von der Maschine (Trojnásobný sen o stroji), uvedeno v Proře / Rujáně, Salzburgu, Villachu a Arnoldsteinu; premiéra sponzorovaná ARBOS-Gesellschaft für Musik und Theater, 2004. [6]
- Der vertagte Heldentod (Smrt hrdiny odložena), uvedeno v Proře / Rujáně, Villachu a Arnoldsteinu; premiéra sponzorovaná ARBOS -Gesellschaft für Musik und Theater, 2005.
- Das Ziel der Verschollenen (The Destination of the Mizející), uvedeno v Arnoldsteinu; premiéra sponzorovaná ARBOS – Společnost pro hudbu a divadlo, 2006.
- Das Gehirnklavier oder Das zweite Experiment (Nástroj mozku nebo Druhý experiment)
- Der Gast aus der Transzendenz (Host z Transcendence), také v románovém formátu
- Die übersinnliche Verschwörung (Transcendentální spiknutí)
- Verhöre mit ungewissem Ergebnis (Výslechy s pochybnými výsledky)

Opera
- Šarlatán / Der Scharlatan. Opera složena Pavlem Haasem, německá verze libreta Herbert Thomas Mandl a Jaroslava Mandl (Česká národní knihovna 1993)

Kromě vydání v Německu bylo v letech 1994 až 2000 několik Mandlových děl přeloženo do češtiny a publikováno v České republice. Další nepublikované příběhy, dramata a prezentace s filozofickou a politickou tematikou jsou obsaženy v Mandlově odkazu archivu Akademie Mosese Mendelssohna v Halberstadtu v Německu.

## Citáty
Dokud je člověk schopen dýchat, měl by jako pamětník éry národního socialismu dál hlasitě mluvit.
Herbert Thomas Mandl, proneseno při příležitosti premiéry Rie Reise ins Zentrum der Wirklichkeit v roce 1997.